# Adam Buszko
Adam „ATF Sinner” Buszko (ur. 19 kwietnia 1975 w Warszawie), znany również jako Adam The First Sinner – polski muzyk, wokalista, kompozytor i multiinstrumentalista. 
Adam Buszko muzyką zainteresował się we wczesnym dzieciństwie. Pierwszą gitarą młodego muzyka był Defil Kosmos, którą nabył za pieniądze pożyczone od rodziny. W 2000 roku ukończył studia na Wydziale Psychologii Uniwersytetu Warszawskiego. Obronił pracę magisterską pt. "Memetyki - nowego paradygmatu w naukach społecznych". Buszko poza działalnością artystyczną pracował jako nauczyciel języka angielskiego w prywatnej szkole.
W 1990 roku wraz z perkusistą Piotrem Kozieradzkim i gitarzystą Andrzejem Kułakowskim założył zespół deathmetalowy Hate. Do 2010 roku wraz z grupą nagrał siedem albumów studyjnych. Założył również rockową grupę Mothernight w której występuje pod pseudonimem Deimos. W 2007 roku wraz z zespołem nagrał album pt. Mothernight, który ukazał się nakładem Locomotive Records.
Buszko jest endorserem takich firm jak: Ran Guitars, Bash Amps, Soundman Amps, Ernie Ball Strings, InTune Picks oraz Barczak Cases.

## Instrumentarium
- Ran Invader Custom 6 String[6]
- Ran Thor Custom 6 String[6]
- Ibanez ARZ 700 6 String
- Ibanez Prestige RG 7 String[7]